# Versailles (Missouri)
Versailles é uma cidade localizada no estado americano de Missouri, no Condado de Morgan.

## Demografia
Segundo o censo americano de 2000, a sua população era de 2565 habitantes.
Em 2006, foi estimada uma população de 2694, um aumento de 129 (5.0%).

## Geografia
De acordo com o United States Census Bureau tem uma área de
6,0 km², dos quais 6,0 km² cobertos por terra e 0,0 km² cobertos por água. Versailles localiza-se a aproximadamente 310 m acima do nível do mar.

## Localidades na vizinhança
O diagrama seguinte representa as localidades num raio de 28 km ao redor de Versailles.